# Вранчанско земетресение
Вранчанското земетресение (наричано в България също и Свищовско земетресение) е в 21:20 ч. местно време на 4 март 1977 г.

## Общи данни
Земетресението е с магнитуд 7,2 по скалата на Рихтер, а епицентърът му е в Източните Карпати, окръг Вранча, Румъния, в тъй наречената земетръсна зона Вранча. Хипоцентърът се намира на дълбочина 94 km. Жертвите са над 1600 души, повечето от тях в Букурещ.

## В България
Земният трус е усетен в цяла България и нанася щети, най-вече в селищата край р. Дунав.
Най-силно е засегнат гр. Свищов, където са разрушени много промишлени и 355 жилищни сгради, а 463 са силно повредени. Съборени са 5 училища, 50 са силно повредени. Разрушени са 21 административни (вкл. тази до гарата) и търговски сгради, други 35 са повредени. При пристанище Свищов, в района на комбинат „Свилоза” не издържат стоманенобетонни конструкции. Комбинат „Свилоза”се намира в съвсем непосредствена близост с площадката, на която е предложено да се изгражди АЕЦ. Дълго време след труса химическият комбинат „Свилоза“ не успява да се справи с щетите и да възстанови предишните си производствени мощности и обем на производството. Засегната е църквата „Света Троица“, която е напълно възстановена едва през 2004 г.
След земетресението в България са набирани доброволци от цялата страна – студенти, младежи, специалисти, които наред със силите на тогавашната „Гражданска отбрана“ и военни, се включват в издирването на оцелели и жертви, както и в разчистването на останките. Под развалините в Свищов загиват над 130 души, ранени са над 140. Много от затрупаните са имали реален шанс да бъдат извадени живи, но загиват от нараняванията си и недостиг на въздух.
Земетресението унищожава уредбата на 220 kV в Подстанция „Мизия“ при село Радомирци, през която по това време се осъществява единствената връзка между АЕЦ „Козлодуй“ и района на София. Това създава риск от голям срив в електропреносната система, който е преодолян през следващите дни със спешния монтаж в подстанцията на налични съоръжения, предвидени за АЕЦ „Козлодуй“. По-слабо засегнати са десетина други подстанции на високо напрежение, 16 възлови станции на средно напрежение и около 50 трафопоста, прекъснати са електропроводи. Между 21 и 22 часа електрическия товар на националната електрическа система пада от 4835 MW на 3620 MW.
Паметни плочи в памет на загиналите над 100 души са издигнати на площад „Велешана“, където се е намирало сринатото общежитие на химическия комбинат „Свилоза“, както и в близост до училището „Алеко Константинов“, където е бил разрушен жилищен блок.
В Русе земетресението е усетено от 5-а степен, а на пристанището Русе-Запад е 9-а степен по скалата на Медведев–Шпонхойер–Карни. Пристанищният кей е разломен.